# Pangshura
Pangshura (лат.) — род черепах семейства азиатские пресноводные черепахи, эндемичный для Южной Азии. Его виды ранее относились к устаревшему[прояснить] роду Kachuga.

## Внешний вид и строение
Общая длина представителей этого рода колеблется от 20 до 26,5 см. Наблюдается половой диморфизм: самки больше самцов. Голова небольшая, морда вытянута. Глаза большие. Шея короткая. Панцирь относительно плоский. Карапакс по форме напоминает крышу дома. Вдоль хребта проходит зубчатый киль. Наиболее заметен четвёртый позвонок, с самым острым и высоким зубцом. Хвост длинный и толстый.
Бока головы и затылок ярко окрашены. Панцирь тёмный, в основном коричневый, серый, бурый. Встречаются особи с зелёным карапаксом. Брюхо красное или желтое.

## Образ жизни
Любят чистые пресные водоемы. Хорошо плавают и ныряют. Питаются водными и наземными растениями, мелкими млекопитающими, ракообразными, рыбой.
Самки откладывают до 15 яиц.
Часто эти черепахи содержатся в террариумах.

## Распространение
Обитают в Пакистане, Индии, Непале и Бангладеш.

## Виды
Описаны следующие виды:
- Pangshura smithii (Gray, 1863)
- Pangshura sylhetensis Jerdon, 1870
- Pangshura tecta (Gray, 1831) — индийская кровельная черепаха
- Pangshura tentoria (Gray, 1834)
- † Pangshura tatrotia Joyce & Lyson, 2010 — известен только по плиоценовым окаменелостям[5].